# Перемещённое лицо
Перемещённое лицо (англ. displaced person) — лицо, внешними обстоятельствами — такими, как война или стихийное бедствие — вынужденное покинуть место постоянного проживания или вывезенное насильственно. Термин «перемещённые лица» лёг в основу понятия «беженец», закреплённого в Уставе УВКБ ООН и Конвенции 1951 года о статусе беженцев.

## Происхождение и значение термина
Русскоязычный термин «перемещённое лицо» — калька с англоязычного термина «displaced person» (аббр. DP, произносится «ди-пи»). Начало широкого употребления термина связано с событиями Второй мировой войны, когда в результате действий властей Третьего рейха в Германии оказалось около 10 миллионов человек, большинство из которых составляли люди, задействованные в принудительном труде или вывезенные из стран своего проживания по расовым, религиозным или политическим мотивам, а также военнопленные.

### Советские граждане во время Второй мировой войны
Численность перемещённых с территории СССР в Германию, по данным обвинительного заключения Нюрнбергского процесса, составляла 4 млн 979 тыс. человек. Большинство из них составляли гражданские лица, вывезенные на принудительный труд. Уцелело также 1,7 млн военнопленных, включая поступивших на полицейскую или военную службу к фашистам; к перемещённым лицам отнесены и десятки тысяч отступивших вместе с вермахтом гражданских лиц (часто с семьями) и пособники нацистов.
После окончания войны судьбой перемещённых лиц занимались ООН и другие специально созданные для этого организации. Большинство этих людей подверглись репатриации (как добровольной, так и принудительной), но часть из них, получив статус «беженцев», отказались возвращаться в Советский Союз, где многих из них ждали репрессии. Большинство «старых» эмигрантов, а также их детей не подлежало выдаче в СССР и избежало репатриации. Исключением стала казачья армия генерала Краснова.
Не вернулись в Советский Союз около полумиллиона бывших советских граждан, преимущественно выходцев с территорий Прибалтики, Западной Украины и Белоруссии. Первые годы своего пребывания на Западе они провели в специальных лагерях для перемещённых лиц DP camp (англ.). Большинство лагерей Ди-Пи располагалось в Австрии, Германии и Италии, но известны также подобные им лагеря беженцев на Филиппинах (остров Тубабао) и в Латинской Америке. Ряд подобных лагерей описан Борисом Ширяевым в произведении «Ди-Пи в Италии». В течение 1947—1951 гг. значительная часть этих беженцев выехала на новые места жительства в США, Канаду, Австралию, Латинскую Америку и т. п. В 1948 году во Франции находилось около 62 000 человек, не считая 10000 привезенных по контракту на шахты и для тяжёлой промышленности.

### Современная ситуация
В современной истории термин «перемещённые лица» употребляют в отношении беженцев, временно или навсегда вынужденных покинуть постоянное место жительства в связи со стихийным бедствием (Чернобыльская авария, ураганы в США и др. странах, цунами в ЮВА).
В настоящее время используется более широкий термин «вынужденные мигранты», который включает следующие категории лиц:
- Беженцы
- Внутренне перемещённые лица
- Лица, ищущие убежища
- Экономические мигранты